# Gmina Muhu
Gmina Muhu (est. Muhu vald) – gmina wiejska w Estonii, w prowincji Sarema, obejmująca całą powierzchnią wyspę Muhu.

## W skład gminy wchodzą
- 52 wsie: Hellamaa, Koguva, Kuivastu, Liiva, Nõmmküla, Pädaste.

Aljava - Igaküla - Kallaste - Kantsi - Kapi - Kesse - Külasema - Laheküla - Lalli - Leeskopa - Lehtmetsa - Lepiku - Levalõpme - Linnuse - Lõetsa - Mõega - Mõisaküla - Mäla - Nautse - Nurme - Oina - Paenase - Pallasmaa - Piiri - Põitse - Päelda - Pärase - Raegma - Rannaküla - Raugi - Rebaski - Ridasi - Rinsi - Rootsivere - Rässa - Simisti - Soonda - Suuremõisa - Tamse - Tupenurme - Tusti - Vahtraste - Vanamõisa - Viira - Võiküla - Võlla